# Riccardo Pinzani
Riccardo Pinzani (Empoli, 21 aprile 1978) è un dirigente sportivo ed ex arbitro di calcio italiano.

## Biografia
Riccardo Pinzani appartiene a una famiglia da anni legata al mondo del calcio: suo padre Giovanni Pinzani, è imprenditore ed ex presidente dell'Empoli, e suo fratello Raffaele è stato Direttore Sportivo della Pistoiese in serie C. Tuttora suo figlio gioca nella categoria allievi b con il Montelupo.

## Carriera

### Arbitro
Pinzani fa parte della Sezione A.I.A. "Giordano Galigani" di Empoli e, nonostante la giovane età, ha accumulato una grande esperienza in Serie C1, dove ha totalizzato 36 presenze nei tre anni di militanza (a cui va aggiunta la finale play-off della serie C2 2007 tra Lecco e Pergocrema), e in Serie B (categoria a cui approda nel 2007 per decisione dell'allora designatore Maurizio Mattei).. Fa il suo esordio nella massima serie Italiana, dirigendo la sua prima partita in Serie A il 13 aprile 2008 allo Stadio Olimpico di Roma, dove si affrontavano Lazio e Siena.
Nel dicembre 2009 è protagonista di un episodio destinato a passare agli annali: durante la partita di serie B tra Ascoli e Reggina, assiste alla rete siglata dal marchigiano Vincenzo Sommese (nonostante il giocatore reggino Valdez fosse a terra infortunato), alla successiva maxi-rissa con conseguente espulsione di Andrea Costa, e, soprattutto, all'importante gesto di fair play dell'allenatore ascolano Giuseppe Pillon, che decide di far segnare, senza opporre resistenza, la rete del pareggio calabrese.
Il 3 luglio 2010, con la scissione della CAN A-B in CAN A e CAN B, viene inserito nell'organico della CAN B.
Il 12 luglio 2010 viene designato come quarto ufficiale in una partita del secondo turno preliminare di Europa League 2009-2010.
Domenica 29 maggio 2011 ha diretto l'importante scontro diretto del campionato di serie B per accedere ai play-off tra Torino e Padova.
Il 25 ottobre 2014, nel corso di una gara valida per il campionato di serie B 2014-15, tra Pescara e Carpi, si infortuna seriamente al tendine d'Achille dopo uno scontro fortuito con un calciatore.
Al termine della stagione 2017-2018, vanta 21 presenze in serie A.
Il 1º luglio 2017 ottiene una deroga per spendere un ulteriore anno di permanenza in CAN B.

### Dirigente
Il 30 giugno 2018 viene resa nota la sua dismissione dalla CAN B per limiti di permanenza nel ruolo e diviene responsabile addetto all'arbitro per il Parma.